# 硫代丙酮
硫代丙酮是一种有机硫化合物，化学式为(CH3)2CS。硫代丙酮在低温是橙色或棕色液体，在−20 °C之上，它迅速转化为聚合物和三聚物。它具有極其強烈的惡臭氣味，被認為是已知最難聞的化學物質之一。

## 制备
硫代丙酮可以通过其三聚体[(CH3)2CS]3的裂化反应制得。该三聚体通过热解烯丙基异丙基硫醚或通过在路易斯酸存在下用硫化氢处理丙酮来制备。三聚体生成硫酮的裂解温度为500–600 °C。

## 三聚硫代丙酮
三聚硫代丙酮是无色或白色的化合物，熔点为24 °C，有着难闻的气味。三聚体又名1,1,3,3,5,5-六甲基三噻烷。